# 史官
史官是中国历代设置专门记录和编撰历史官职的统称。
各朝均有设置，《史通》稱：“史官之作肇自黃帝，備於周室。”但对“史官”的称谓与分类多不相同，主要的可以分类记录类和编纂类两者。史官刚刚出现的时候以及发展过程中的很长时间，这两者是不大分别的，后来演化出专门负责记录的起居注史官和史馆史官，前者随侍皇帝左右，记录皇帝的言行与政务得失，皇帝不能阅读这些记录内容，后者专门编纂前代王朝的官方历史。但在沒有文字的上古時代，史官只能從前任史官通過口授習得歷史，容易產生紕漏和歪曲，直到漢朝史官司馬遷所作的紀傳體史記具備真正意義上的文獻紀錄功能才徹底打破。
在中國歷代，多數君主、權臣都基本尊重史官的職能而不介入，但也有部分例外：春秋時期齊國大夫崔杼殺害齊莊公，史官寫：“夏五月乙亥，崔杼弑其君光。”崔杼要求史官改寫，史官不肯，崔杼一怒之下杀死多個史官，仍無法改變後繼史官的心意，最後只得屈就事實。中國史學史經常以此強調史官氣節，“不虚美，不隐恶”。
董狐（生卒年不详），春秋晋国太史，亦称史狐。周太史辛有的后裔，因董督典籍，故姓董氏。据说今翼城县东五十里的良狐村，即其故里。董狐为史官，不畏强权，坚持原则。在赵盾族弟赵穿弑晋灵公后，董狐以“赵盾弑其君”记载此事，留下“董狐直笔”的典故。董狐秉笔直书的事迹，实开我国史学直笔传统的先河。
事實上，前秦苻坚就曾改写历史。唐太宗强调他在唐朝初年的功绩和他即位的合法性，同时塑造其父李渊在隋朝的忠臣形象，在史书叙述上，将太原起兵的首功歸納于己身，高祖李渊则对于起兵反隋，表现为消极被动。他对于玄武门之变中杀兄之事强调自己的正义性，贞观十四年（640年），在皇帝一再要求下，“玄龄等遂删略国史为编年体，撰高祖、太宗实录各二十卷，表上之。”唐太宗看過《高祖实录》立即要求重寫，以突出自己杀死兄弟的叙述来淡化自己逼迫父亲的行为，并为自己辩白道：“今欲自看国史者，盖有善事，固不须论，若有不善，亦欲以为鉴诫，使得自修改耳。”後來的《高祖實錄》記載︰“建成幼不拘細行，荒色嗜酒，好畋獵，常與博徒游，故时人称为任侠”，通过突出李建成的缺点来强调自己发动政变的正义性。宋朝司馬光撰寫《通鑑》時也不得不懷疑說：“按：建成、元吉雖為頑愚，既為太宗所誅，史臣不能無抑揚誣諱之辭。”